# پیتر گیلوت
پیتر گیلوت (انگلیسی: Peter Gillott; ۲۰ ژوئیهٔ ۱۹۳۵ – ۲۳ ژانویهٔ ۲۰۲۱) بازیکن فوتبال اهل بریتانیا بود.
از باشگاه‌هایی که در آن بازی کرده‌است می‌توان به باشگاه فوتبال بارنزلی اشاره کرد.
وی همچنین در تیم ملی فوتبال زیر ۲۱ سال انگلستان بازی کرده‌است.